# Фіона Бігвуд
Фіона Бігвуд (англ. Fiona Bigwood; нар. 24 квітня 1976, Лондон, Велика Британія) — британська вершниця, срібна призерка Олімпійських ігор 2016 року.

## Виступи на Олімпіадах
| Олімпіада           | Дисципліна            | Місце |
| ------------------- | --------------------- | ----- |
| Ріо-де-Жанейро 2016 | індивідуальна виїздка | 17    |
| Ріо-де-Жанейро 2016 | командна виїздка      | 2     |